# Heinrich Brüningk
Heinrich Brüningk, auch Brunningk, Brüning  (* 7. Juli 1675 in Narwa; † 24. Januar 1736 in Riga) war ein deutsch-baltischer evangelisch-lutherischer Geistlicher. Von 1711 bis zu seinem Tod war er als Generalsuperintendent der Leitende Geistliche im Gouvernement Livland.

## Leben
Heinrich Brüningk war ein Sohn des aus Lübeck gekommenen Kaufmanns und Ratsherrn von Narwa Heinrich Brüningk († 1697) und dessen Frau Agnetha, geb. Dittmar. Er besuchte die Lateinschule in Narwa und das Rigaer Lyzeum. 1690 wurde er an der Academia Gustaviana in Dorpat immatrikuliert. Von dort ging er 1693 zum Studium der Evangelischen Theologie an die Universitäten Kiel, Wittenberg (1696) und Leipzig.
1697 kehrte er über Schweden, Finnland und Russland nach Narwa zurück. Hier wurde er zunächst Hauslehrer. Nach einem Besuch in Reval und Stockholm 1698 erhielt er seine erste Pfarrstelle als dritter Pastor der deutschen Gemeinde in Narwa. Im Verlauf des Großen Nordischen Krieges wurde Narwa 1704  durch das russische Heer unter dem Kommando von Zar Peter I. belagert und besetzt. Brüningk überlebte das Massaker von Narva 1704; ihm gelang es, das Vertrauen des Zaren zu erlangen, und er konnte als einziger der deutschen Pastoren in Narwa bleiben. Als 1710 die Pest in Narwa ausbrach, erhielt er die Erlaubnis, die Stadt zu verlassen. Im November zog er mit seiner Familie nach Riga.
Anfang 1711 wurde er auf Anordnung des Zaren durch dessen Generalbevollmächtigten Gerhard Johann von Löwenwolde zum Generalsuperintendenten von Livland ernannt. Zeitnah berief ihn der Rigaer Rat zum Oberpastor am Dom zu Riga, zum Assessor des Konsistoriums sowie zum Inspektor der Domschule.
Brünningk engagierte sich besonders für das Schulwesen, auch der lettischen Schulen. In seiner kirchenleitenden Politik trat er für die Rechte der Kirche ein, was zu Auseinandersetzungen mit mächtigen deutsch-baltischen Landbesitzern führte. Bei Stellenbesetzungen bevorzugte er Absolventen der pietistisch geprägten Universität Halle, was ebenfalls zu Streitigkeiten mit den Kirchenpatronen führte. Auf Initiative Peters  I. führte Brüningk 1719 einen interkonfessionellen Dialog mit Archimandrit Theodosius (Феодосий  Яновский, † 1726) über lutherisch-orthodoxe Gemeinsamkeiten und Unterschiede.
Als Dotation erhielt Brüningk 1718 das Landgut Hollershof (lettisch Alderi) in der Gemeinde Neuermühlen (Ādaži). 1730 erwarb er das Landgut Suddenbach (Buka) in der Gemeinde Lemburg (Mālpils); seit 1726 hatte er die Domäne Suislep, Gemeinde Tarwast (Tarvastu) in Estland gepachtet.
Heinrich Brüningk war verheiratet mit Martha Hedwig, geb. Lilljegren (1686–1758) aus Narwa. Das Paar hatte 13 Kinder, von denen fünf bereits in früher Kindheit starben. Er wurde unter großer Anteilnahme in der Familiengruft in der Brautkapelle des Doms zu Riga beigesetzt. Sein Sohn Axel Heinrich (von) Bruiningk (* 1705 in Narwa; † 1775 in Hellenorm) wurde livländischer Landrat und Staatsrat; 1737 erhielt er den Reichsadelsstand und 1742 das livländische Indigenat. Er wurde zum Stammvater des Adelsgeschlechts von Bruiningk. Ein weiterer Sohn Friedrich Justin von Bruiningk wandte sich später ganz der Herrnhuter Brüdergemeine zu.

### Stammbuch
Brünningks studentisches Album Amicorum ist in der Sammlung der Universität Lettlands in Riga erhalten geblieben. Sein Nachfahre Hermann Bruinigk hat es 1905 der Stadtbibliothek Riga geschenkt. Es umfasst 92 Einträge in lateinischer, deutscher, griechischer, französischer, russischer, englischer, hebräischer, arabischer, türkischer und schwedischer Sprache aus den Jahren 1693 bis 1699.

## Werke
- De  aeterna  Fidelium  ad  salutem  aeternam  praedistinatione. Narva 1702